# 군위군·의성군
군위군·의성군은 대한민국의 옛 국회의원 선거구이다. 당시 경상북도 군위군, 의성군 지역을 관할했다.

## 역사
제16대 국회의원 선거를 앞두고 선거구 개편이 일어나면서 군위군과 의성군이 하나의 선거구를 이루게 됨에 따라 신설되었다.
제17대 국회의원 선거를 앞두고 청송군을 편입해 군위군·의성군·청송군 선거구를 이루게 됨에 따라 폐지되었다.

## 역대 국회의원
| 선거   | 정당 | 정당     | 의원   |
| ------ | ---- | -------- | ------ |
| 2000년 |      | 한나라당 | 정창화 |

## 역대 선거 결과

### 대한민국 제16대 국회의원 선거
|  | 50.62% |

|  | 25.55% |

|  | 11.68% |

|  | 9.94% |

|  | 2.18% |